# 秦山岛
秦山岛，位于江苏省连云港市赣榆区境内，在赣榆新城区东15.3公里海面上，面积0.1928平方公里，全岛狭长形，呈单面山形态，东西长1000米，宽200米，分为东、中、西三峰。岛上名胜很多，有千年古亭、李斯碑、徐福井、天妃宫、受珠台、秦东门、古炮台等20余处主要景点，其中秦东门高达10余米，蔚为壮观，素来享有“秦山古岛，黄海仙境”的称谓。